# NetBSD
NetBSD е свободна UNIX-подобна операционна система с отворен код. Създаването ѝ започва на 21 март 1993 г. на базата на 4.3BSD Net/2 и 386BSD. Инициатори на проекта са Крис Деметриу, Тео де Раад, Адам Глас и Чарлз Ханъм. Първата версия 0.8 се появява на 21 април 1993 г.
NetBSD е цялостна операционна система. Всички нейни компоненти се разработват заедно от една общност – Проект NetBSD, в който са обособени няколко групи разработчици. NetBSD е преносима, сигурна и скалируема операционна система с модерен дизайн, налична за голям брой хардуерни платформи.
Високата ѝ преносимост я определя като желан софтуерен продукт при създаването на системи със специално предназначение (embedded системи).
Основните цели при разработването на NetBSD са: добър дизайн, преносимост, стабилност, бързина, сигурност и придържане към отворените стандарти, доколкото е възможно.